# Бі Муві: Медова змова
«Бі Муві: Медова змова» (англ. Bee Movie) — комедійний анімаційний фільм.

## Сюжет
Баррі Бі Бенсон — бджола, яка нещодавно закінчила коледж і збирається влаштуватися на роботу в Honex Industries зі своїм найкращим другом Адамом Флейманом. Однак він, коли дізнається, що обрана ним робота буде єдиною у його житті, розчаровується. Пізніше дві бджоли зіштовхуються із групою пульцанів — бджіл, які збирають пилок із квітів поза вуликом. Пульцани пропонують Баррі полетіти з ними, якщо він «досить бджіл». Під час першого польоту за межами вулика Баррі потрапляє під дощ і опиняється на балконі квартири флористки, на ім'я Ванесса Блум. Помітивши Баррі, хлопець Ванесси Кен намагається розчавити його, але Ванесса ловить його та випускає за вікно, рятуючи йому життя.
Пізніше Баррі повертається до Ванесси, щоб висловити їй свою подяку, але разом з тим порушивши священне правило, згідно з яким бджоли не повинні спілкуватися з людьми. Баррі та Ванесса зав'язують близьку дружбу та проводять час разом. Коли він і Ванесса знаходяться у продуктовому магазині, Баррі виявляє, що люди віками крали та їли бджолиний мед. Дізнавшись від співробітника магазину, що мед у магазин приходить від компанії Honey Farms, Баррі вирішує вирушити туди. Дорогою він знайомиться з комаром Лосегризом. Невдоволений поганим поводженням з бджолами в Honey Farms, Баррі вирішує подати до суду на людство, щоб покласти край експлуатації бджіл. Ванесса погоджується допомогти.
Місія Баррі привертає широку увагу як бджіл, і людей; на суді присутня незліченна кількість глядачів. Хоча Баррі протистоїть жорсткий адвокат Лейтон Т. Монтгомері, перший день суду проходить добре. Того вечора Баррі вечеряє з Ванессою, як раптом з'являється Кен. Ванесса виходить із кімнати, і Кен каже Баррі, що ненавидить, коли пара проводить час разом. Коли Баррі йде в туалет, Кен влаштовує засідку на нього і намагається вбити його, але вчасно втручається Ванесса і розлучається з Кеном. На другий день суду Монтгомері ображає бджіл, внаслідок чого глибоко ображений Адам ужалив його. Дії Адама поставили під загрозу авторитет бджіл та його життя, але він вижив. На третій день суду Монтгомері просить закрити справу, мотивувавши це тим, що бджолина сторона не надала жодного доказу своїх звинувачень. Суддя вже готова оголосити вердикт, проте вчасно з'являються Ванесса та Баррі, представивши бджолиний димар, який Монтгомері використовує на бджолах. Баррі та його команда виграють суд. Монтгомері попереджає Баррі, що той пошкодує.
Через те, що весь мед опинився у бджіл, Honex припинила виробництво меду. Всі бджоли залишилися без роботи, включаючи життєво важливих пульцанів, внаслідок чого всі квіти у світі почали вимирати без запилення. Незабаром останні живі квіти, що залишилися на Землі, будуть представлені на Параді Троянд у Пасадені, штат Каліфорнія. Баррі та Ванесса їдуть на Парад і крадуть транспорт із квітами, які завантажують у літак. Вони сподіваються передати квіти бджолам, щоб вони могли зібрати пилок з них і запилити мертві квіти. Коли командир повітряного суду та другий пілот втрачають свідомість, Ванесса змушена посадити літак за допомогою Баррі та бджіл з вулика Баррі.
Баррі стає членом команди пульцанів. Озброївшись пилком останніх живих квітів, Баррі та пульцани рятують мертві квіти, тим самим відновлюючи виробництво меду. Ванесса відкриває магазин «Ванесса & Баррі», де продає квіти та пропонує певні марки меду, «схвалені бджолами». Баррі керує юридичною фірмою у магазині Ванесси під назвою «Комахи в законі», яка займається суперечками між тваринами та людьми, куди запрошує на роботу комара Лосегриза, а Адам влаштовується на роботу на крелман.

## Ролі озвучили
- Джеррі Сайнфелд — Баррі Бі Бенсон
- Рене Зеллвегер — Ванесса Блюм
- Метью Бродерік — Адам Флайман
- Джон Гудмен — Лейтон Т. Монтгомері
- Патрік Ворбертон — Кен
- Кріс Рок — комар Лосегриз
- Кеті Бейтс — Джанет Бенсон
- Баррі Левінсон — Мартін Бі Бенсон
- Меган Маллаллі — Труді
- Ріп Торн — Поллен Джокс Генерал Лу Ло Дука
- Опра Вінфрі — суддя Бамблетон
- Майкл Річардс — Бад Дітчвотер
- Джим Каммінгс — телеведучий
- Джон ДіМаджіо — судовий пристав / двірник
- Тресс Мак-Нілл — Джанетт Чанг / Мати / Корова
- Ларрі Кінг — бджолина версія самого себе
- Рей Ліотта — у ролі самого себе
- Стінг — у ролі самого себе

## Український дубляж
Фільм дубльовано студією «Постмодерн» на замовлення компанії «B&H Film Distribution» у 2007 році.
- Перекладач — Федір Сидорук
- Режисер дубляжу — Ольга Фокіна
- Звукорежисер — Боб Шевяков
- Менеджер проєкту — Ірина Туловська
- Диктор — Андрій Середа

### Ролі дублювали
- Іван Розін — Баррі Бі Бенсон
- Катерина Сергеєва — Ванесса Блюм
- Олег Лепенець — Адам Флайман
- Юрій Ребрик — Кен
- Василь Мазур — Лейтон Т. Монтгомері
- В'ячеслав Гіндін — Мартін Бі Бенсон
- Ніна Касторф — Джанет Бенсон

А також: Наталя Ярошенко, Анатолій Барчук, Юрій Коваленко, Микола Боклан, Ірина Ткаленко, Володимир Жогло, Дмитро Завадський, Валерій Легін, Іван Марченко.

## Касові збори
Під час показу в Україні, що розпочався 1 листопада 2007 року, протягом перших вихідних фільм демонстрували на 62 екранах, що дозволило йому зібрати $532,761 і посісти 1 місце в кінопрокаті того тижня. Фільм опустився на 2 місце українського кінопрокату наступного тижня, хоч і демонструвався на 62 екранах і зібрав за ті вихідні ще $193,862. Загалом фільм в кінопрокаті України зібрав $998,081, посівши 15 місце серед найбільш касових фільмів 2007 року.